# Dichroskop
Das Dichroskop, auch Haidingerlupe genannt (nach ihrem Erfinder Wilhelm Ritter von Haidinger), ist eine spezielle Lupe zur Bestimmung und Prüfung von Mineralen und Schmucksteinen. Sie nutzt die dichroistischen bzw. pleochroistischen Eigenschaften der Untersuchungsobjekte.

## Aufbau und Eigenschaften

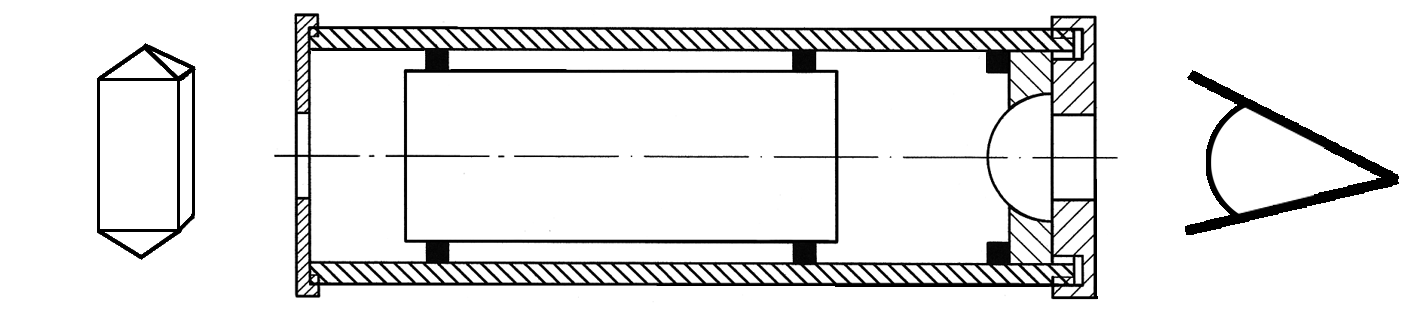
Schnittzeichnung eines Dichroskops

Das Dichroskop ist prinzipiell wie ein kleines Fernrohr gestaltet. Eine Seite des Röhrchens ist mit einer Linse verschlossen, welche gleichzeitig als Lupe fungiert. Innerhalb des Röhrchens ist ein Kalzit-Kristall befestigt, der den vom Untersuchungsobjekt kommenden Lichtstrahl in zwei einzelne, nebeneinander liegende, polarisierte Lichtstrahlen teilt (ordentlicher und außerordentlicher Strahl).
Je nachdem, wie sich diese Lichtstrahlen farblich unterscheiden, kann man dem Objekt bestimmte Eigenschaften hinsichtlich seiner Kristallstruktur zuweisen. Dabei kann es vorkommen, dass bei bestimmten Kristallen bis zu drei verschiedene Farben sichtbar werden, wenn man sie während der Prüfung dreht.
| Farben                                        | Farben | optische Eigenschaft                          | Kristallstruktur                        |
| --------------------------------------------- | ------ | --------------------------------------------- | --------------------------------------- |
| eine Farbe                                    |        |                                               |                                         |
|                                               |        | Isotrop                                       | amorph (Glas), mikrokristallin, Kubisch |
| zwei Farben                                   |        |                                               |                                         |
|                                               |        | Anisotrop, doppelbrechend, optisch einachsig  | Trigonal, Tetragonal, Hexagonal         |
| drei Farben bei zwei verschiedenen Richtungen |        |                                               |                                         |
|                                               |        | Anisotrop, doppelbrechend, optisch zweiachsig | Triklin, Monoklin, Rhombisch            |
|                                               |        | Anisotrop, doppelbrechend, optisch zweiachsig | Triklin, Monoklin, Rhombisch            |

Verschiedene Minerale zeigen derart starken Pleochroismus, dass man die verschiedenen Farben auch ohne Dichroskop sehen kann. Zu nennen sind hier vor allem Andalusit, Buergerit, Cordierit, Dravit, Epidot, Schörl, Tansanit, Titanit und Uvit.

## Bedeutung
Wichtig ist die Prüfung mithilfe eines Dichroskops vor allem in der Edelstein-Industrie, da sich ähnliche Minerale nicht allein durch Härte oder Strichfarbe unterscheiden lassen. So sind beispielsweise Smaragd und grünfarbige Minerale der Turmalingruppe in den oben genannten Eigenschaften gleich. Der Smaragd zeigt jedoch im Dichroskop ein blaugrünes und ein gelbgrünes Feld, grüne Turmaline dagegen ein lilagrünes und ein schwarzgrünes.
Glas zeigt in alle Richtungen immer nur eine Farbe, selbst bei raffiniert eingefügten Bleikristallflüssen und Edelsteinschliff, um deren Feuer nachzuahmen.

## Geschichte
Das Dichroskop wurde von Wilhelm Ritter von Haidinger erstmals 1845 in Prag öffentlich präsentiert. Als Vorläufer des Dichroskops gilt das von William Nicol (1768–1851) erfundene Nicolsche Prisma.